# Grönländische Fußballmeisterschaft 1989
Die Grönländische Fußballmeisterschaft 1989 war die 27. Spielzeit der Grönländischen Fußballmeisterschaft.
Meister wurde zum ersten Mal Kâgssagssuk Maniitsoq.

## Teilnehmer
Folgende Mannschaften nahmen an der Zwischen- und der Schlussrunde teil. Teilnehmer der Schlussrunde sind fett.
- UB-83 Upernavik
- FC Malamuk Uummannaq
- UB-68 Uummannaq
- Disko-76 Qeqertarsuaq
- G-44 Qeqertarsuaq
- I-69 Ilulissat
- N-48 Ilulissat
- Kugsak-45 Qasigiannguit
- T-41 Aasiaat
- S-68 Sisimiut
- SAK Sisimiut
- K'âsuk Kangaamiut
- Kâgssagssuk Maniitsoq
- NÛK
- NÛK II
- Nagtoralik Paamiut
- Nagtoralik Paamiut II
- N-85 Narsaq
- K-33 Qaqortoq
- Arssaĸ-50 Alluitsup Paa

## Modus
Nach einer nicht überlieferten ersten lokalen Runde wurden die Sieger der ersten Runde in vier Gruppen eingeteilt, die dann die Zwischenrunde spielten. Die erste Gruppe umfasste Südgrönland und die Gemeinde Paamiut, die zweite Gruppe die Gemeinden Gemeinde Maniitsoq und Gemeinde Sisimiut, die dritte Gruppe die Mannschaften der Diskobucht und die vierte Gruppe die aus den Gemeinden Uummannaq und Upernavik.

## Ergebnisse

### Zwischenrunde

#### Gruppe 1
Alle Spiele fanden in Narsaq statt.
| Pl. | Verein                  | Sp. | S | U | N | Tore    | Punkte |
| --- | ----------------------- | --- | - | - | - | ------- | ------ |
| 1.  | N-85 Narsaq             | 3   | 3 | 0 | 0 | 017:100 | 06     |
| 2.  | Nagtoralik Paamiut      | 3   | 2 | 0 | 1 | 014:200 | 04     |
| 3.  | Arssaĸ-50 Alluitsup Paa | 3   | 1 | 0 | 2 | 006:110 | 02     |
| 4.  | Nagtoralik Paamiut      | 3   | 0 | 0 | 3 | 001:240 | 0      |

| Datum |                         | Ergebnis |                         |
| ----- | ----------------------- | -------- | ----------------------- |
| 1989  | Nagtoralik Paamiut      | 8:0      | Nagtoralik Paamiut II   |
| 1989  | N-85 Narsaq             | 5:0      | Arssaĸ-50 Alluitsup Paa |
| 1989  | Nagtoralik Paamiut      | 6:0      | Arssaĸ-50 Alluitsup Paa |
| 1989  | N-85 Narsaq             | 10:10    | Nagtoralik Paamiut II   |
| 1989  | Arssaĸ-50 Alluitsup Paa | 6:0      | Nagtoralik Paamiut II   |
| 1989  | N-85 Narsaq             | 2:0      | Nagtoralik Paamiut      |

#### Gruppe 2
Alle Spiele fanden in Sisimiut statt.
| Pl. | Verein                | Sp. | S | U | N | Tore    | Punkte |
| --- | --------------------- | --- | - | - | - | ------- | ------ |
| 1.  | Kâgssagssuk Maniitsoq | 5   | 3 | 2 | 0 | 020:600 | 08     |
| 2.  | NÛK                   | 5   | 3 | 1 | 1 | 025:100 | 07     |
| 3.  | S-68 Sisimiut         | 5   | 3 | 0 | 2 | 029:170 | 06     |
| 4.  | NÛK II                | 5   | 2 | 2 | 1 | 019:120 | 06     |
| 5.  | SAK Sisimiut          | 5   | 1 | 1 | 3 | 014:150 | 03     |
| 6.  | K'âsuk Kangaamiut     | 5   | 0 | 0 | 5 | 002:490 | 0      |

|                       | Ergebnis |                       |
| --------------------- | -------- | --------------------- |
| Kâgssagssuk Maniitsoq | 6:0      | K'âsuk Kangaamiut     |
| NÛK                   | 2:2      | NÛK II                |
| SAK Sisimiut          | 6:1      | K'âsuk Kangaamiut     |
| Kâgssagssuk Maniitsoq | 2:2      | NÛK II                |
| NÛK                   | 5:2      | S-68 Sisimiut         |
| S-68 Sisimiut         | 5:2      | NÛK II                |
| SAK Sisimiut          | 1:1      | Kâgssagssuk Maniitsoq |
| NÛK                   | 10:00    | K'âsuk Kangaamiut     |
| SAK Sisimiut          | 2:4      | S-68 Sisimiut         |
| Kâgssagssuk Maniitsoq | 8:1      | S-68 Sisimiut         |
| NÛK II                | 10:10    | K'âsuk Kangaamiut     |
| SAK Sisimiut          | 3:6      | NÛK                   |
| S-68 Sisimiut         | 17:0     | K'âsuk Kangaamiut     |
| NÛK                   | 2:3      | Kâgssagssuk Maniitsoq |
| SAK Sisimiut          | 2:3      | NÛK II                |

#### Gruppe 3
Alle Spiele fanden in Qasigiannguit statt.
| Pl. | Verein                  | Sp. | S | U | N | Tore    | Punkte |
| --- | ----------------------- | --- | - | - | - | ------- | ------ |
| 1.  | Kugsak-45 Qasigiannguit | 5   | 4 | 1 | 0 | 016:700 | 09     |
| 2.  | N-48 Ilulissat          | 5   | 2 | 2 | 1 | 018:120 | 06     |
| 3.  | T-41 Aasiaat            | 5   | 3 | 0 | 2 | 014:170 | 06     |
| 4.  | Disko-76 Qeqertarsuaq   | 5   | 1 | 2 | 2 | 007:900 | 04     |
| 5.  | G-44 Qeqertarsuaq       | 5   | 1 | 2 | 2 | 006:800 | 04     |
| 6.  | I-69 Ilulissat          | 5   | 0 | 1 | 4 | 007:150 | 01     |

|                         | Ergebnis |                         |
| ----------------------- | -------- | ----------------------- |
| N-48 Ilulissat          | 2:2      | I-69 Ilulissat          |
| I-69 Ilulissat          | 2:4      | T-41 Aasiaat            |
| N-48 Ilulissat          | 2:2      | G-44 Qeqertarsuaq       |
| Disko-76 Qeqertarsuaq   | 1:1      | Kugsak-45 Qasigiannguit |
| N-48 Ilulissat          | 4:2      | Disko-76 Qeqertarsuaq   |
| T-41 Aasiaat            | 2:3      | Kugsak-45 Qasigiannguit |
| G-44 Qeqertarsuaq       | 1:0      | I-69 Ilulissat          |
| Kugsak-45 Qasigiannguit | 4:1      | N-48 Ilulissat          |
| I-69 Ilulissat          | 1:3      | Disko-76 Qeqertarsuaq   |
| G-44 Qeqertarsuaq       | 2:3      | T-41 Aasiaat            |
| N-48 Ilulissat          | 9:2      | T-41 Aasiaat            |
| I-69 Ilulissat          | 2:5      | Kugsak-45 Qasigiannguit |
| G-44 Qeqertarsuaq       | 0:0      | Disko-76 Qeqertarsuaq   |
| Disko-76 Qeqertarsuaq   | 1:3      | T-41 Aasiaat            |
| Kugsak-45 Qasigiannguit | 3:1      | G-44 Qeqertarsuaq       |

#### Gruppe 4
Alle Spiele fanden in Uummannaq statt.
| Pl. | Verein               | Sp. | S | U | N | Tore    | Punkte |
| --- | -------------------- | --- | - | - | - | ------- | ------ |
| 1.  | FC Malamuk Uummannaq | 2   | 2 | 0 | 0 | 018:100 | 04     |
| 2.  | UB-68 Uummannaq      | 2   | 1 | 0 | 1 | 006:120 | 02     |
| 3.  | UB-83 Upernavik      | 2   | 0 | 0 | 2 | 005:160 | 0      |

|                      | Ergebnis |                 |
| -------------------- | -------- | --------------- |
| FC Malamuk Uummannaq | 10:10    | UB-83 Upernavik |
| UB-68 Uummannaq      | 6:4      | UB-83 Upernavik |
| FC Malamuk Uummannaq | 8:0      | UB-68 Uummannaq |

### Schlussrunde
Alle Spiele fanden in Qaqortoq statt.

#### Vorrunde
Gruppe A
| Pl. | Verein               | Sp. | S | U | N | Tore    | Punkte |
| --- | -------------------- | --- | - | - | - | ------- | ------ |
| 1.  | N-48 Ilulissat       | 3   | 3 | 0 | 0 | 010:400 | 06     |
| 2.  | K-33 Qaqortoq        | 3   | 2 | 0 | 1 | 010:400 | 04     |
| 3.  | FC Malamuk Uummannaq | 3   | 0 | 1 | 2 | 008:140 | 01     |
| 4.  | S-68 Sisimiut        | 3   | 0 | 1 | 2 | 007:130 | 01     |

| Datum        |                      | Ergebnis  |                      |
| ------------ | -------------------- | --------- | -------------------- |
| 3. Sep. 1989 | K-33 Qaqortoq        | 3:1 (2:0) | S-68 Sisimiut        |
| 3. Sep. 1989 | FC Malamuk Uummannaq | 2:3       | N-48 Ilulissat       |
| 4. Sep. 1989 | S-68 Sisimiut        | 1:5 (3:1) | N-48 Ilulissat       |
| 5. Sep. 1989 | K-33 Qaqortoq        | 6:1 (4:0) | FC Malamuk Uummannaq |
| 6. Sep. 1989 | S-68 Sisimiut        | 5:5 (2:3) | FC Malamuk Uummannaq |
| 6. Sep. 1989 | K-33 Qaqortoq        | 1:2 (1:1) | N-48 Ilulissat       |

Gruppe B
| Pl. | Verein                  | Sp. | S | U | N | Tore    | Punkte |
| --- | ----------------------- | --- | - | - | - | ------- | ------ |
| 1.  | NÛK                     | 3   | 3 | 0 | 0 | 024:500 | 06     |
| 2.  | Kâgssagssuk Maniitsoq   | 3   | 1 | 1 | 1 | 005:500 | 03     |
| 3.  | Kugsak-45 Qasigiannguit | 3   | 1 | 0 | 2 | 003:900 | 02     |
| 4.  | N-85 Narsaq             | 3   | 0 | 1 | 2 | 001:140 | 01     |

| Datum        |                         | Ergebnis   |                         |
| ------------ | ----------------------- | ---------- | ----------------------- |
| 3. Sep. 1989 | N-85 Narsaq             | 1:1        | Kâgssagssuk Maniitsoq   |
| 4. Sep. 1989 | N-85 Narsaq             | 0:1 (0:1)  | Kugsak-45 Qasigiannguit |
| 4. Sep. 1989 | NÛK                     | 4:3 (2:0)  | Kâgssagssuk Maniitsoq   |
| 5. Sep. 1989 | N-85 Narsaq             | 0:12 (0:3) | NÛK                     |
| 5. Sep. 1989 | Kugsak-45 Qasigiannguit | 0:1 (0:0)  | Kâgssagssuk Maniitsoq   |
| 6. Sep. 1989 | Kugsak-45 Qasigiannguit | 2:8 (1:4)  | NÛK                     |

#### Platzierungsspiele
Halbfinale
| Datum        |                | Ergebnis  |                       | Ort      |
| ------------ | -------------- | --------- | --------------------- | -------- |
| 8. Sep. 1989 | N-48 Ilulissat | 0:1 (0:0) | Kâgssagssuk Maniitsoq | Qaqortoq |
| 8. Sep. 1989 | NÛK            | 1:3 (0:1) | K-33 Qaqortoq         | Qaqortoq |

Spiel um Platz 7
| Datum        |             | Ergebnis  |               | Ort      |
| ------------ | ----------- | --------- | ------------- | -------- |
| 9. Sep. 1989 | N-85 Narsaq | 6:1 (2:0) | S-68 Sisimiut | Qaqortoq |

Spiel um Platz 5
| Datum        |                         | Ergebnis  |                      | Ort      |
| ------------ | ----------------------- | --------- | -------------------- | -------- |
| 9. Sep. 1989 | Kugsak-45 Qasigiannguit | 2:1 (2:1) | FC Malamuk Uummannaq | Qaqortoq |

Spiel um Platz 3
| Datum         |     | Ergebnis   |                | Ort      |
| ------------- | --- | ---------- | -------------- | -------- |
| 10. Sep. 1989 | NÛK | 10:2 (6:0) | N-48 Ilulissat | Qaqortoq |

Finale
| Datum         |                       | Ergebnis  |               | Ort      |
| ------------- | --------------------- | --------- | ------------- | -------- |
| 10. Sep. 1989 | Kâgssagssuk Maniitsoq | 3:0 (0:0) | K-33 Qaqortoq | Qaqortoq |